# Armée de terre de Djibouti
L'armée de terre de Djibouti constitue la composante terrestre des forces armées de Djibouti, dont elle représente l'essentiel des effectifs. Elle est conseillée par les militaires des Forces françaises  stationnées à Djibouti et  du Commandement des États-Unis pour l'Afrique depuis 2002.

## Histoire FAD
Comme les autres forces djiboutiennes, cette composante terrestre a été créée lors de l'accession du pays à l'indépendance en juin 1977. Ses cadres sont alors principalement des anciens militaires de l'armée française, rejoints par des militants nationalistes du Front de libération de la Côte des Somalis (FLNCS) . Elle est soutenue par les forces françaises qui restent en nombre Au cours des années 1990, elle connaît une forte croissance due à la guerre civile qui oppose les forces gouvernementales aux militants du Front pour la restauration de l’unité et la démocratie (FRUD).    De même durant cette période, des  Casques bleus djiboutiens sont présents au Rwanda (MINUAR puis en Haïti (MINUHA).
Du 10 au 13 juin 2008, elle est engagée dans des affrontements avec les forces armées érythréennes à l'extrémité littorale de la frontière commune, à Douméra. Sans repousser les Érythréens, elle parvient à stabiliser la situation sur la frontière avec un soutien au moins logistique de l'armée française.

## Composition
Elles sont organisées en  :
- 1 régiment blindé
- 1 régiment d’artillerie
- 1 régiment d’action rapide
- 1 régiment combiné d’armes
- 1 bataillon inter-armé

## Armement de l'infanterie
Il provient de la France, du pacte de Varsovie ou de Chine populaire selon l'époque des livraisons :
- Armes de poing : Pistolet Maadi Helwan (9 mm Para,  Égypte), MAC 50 (9 mm Para,  France), MAB PA15 (9 mm Para,  France), et Beretta 92FS (9 mm Para,  Italie).
- Pistolets mitrailleurs :  MAT 49 (9 mm Para,  France).
- Fusils : MAS 49/56 & MAS 36 (7,5 mm 1929C,  France, tenus en réserve), Hakim (7,9 mm Mauser,  Égypte)
- Fusils d'assaut : Mpi-KM (7,62 mm M43,  Allemagne de l'Est), AKM 7,62 mm M43,  Union soviétique), Fusil type 56 (7,62 mm M43,  Chine), MAS G3A3 (7,62 mm OTAN,  France, licence ouest-allemande), SIG-Manurhin SG-540 et 542 (5,56 mm OTAN et 7,62 mm NATO,  France, licence suisse), FN FAL ((7,62 mm OTAN,  Belgique,  . Les forces spéciales, tout comme la Garde nationale de Djibouti ont perçu des Steyr AUG (5,56 mm Otan,  Autriche), 400 FAMAS (5,56 mm Otan,  France )et 50 M16A4 (5,56 mm Otan,  États-Unis)
- Fusils de précision : M24 (7,62 mm Otan,  États-Unis).
- Mitrailleuses : AA-52 (7,5 mm 1929C,  France, PKM (7,62 mm Mossine-Nagant,  Union soviétique), RPK  (7,62 mm M43,  Union soviétique), RPD  (7,62 mm M43,  Union soviétique), Mitrailleuse légère Type 56  (7,62 mm M43,  Chine), FN MAG  (7,62 mm OTAN,  Belgique) et Fusil-mitrailleur modèle 1924/1929 (7,5 mm 1929C,  France, tenus en réserve).

## Véhicules blindés
Leur origine est identique à celui des armes légères. Le parc militaire djiboutien comprend ainsi :
- 42 T-72M  ( Union soviétique provenant de l'armée yéménite) ayant remplacé les 60 AMX-13/90 mm  ( France)
- 12 BRDM-2 ( Union soviétique, statut inconnu)
- 12 Armscor Ratel-9 ( Afrique du Sud)
- 4 AML-60 et 16 AML-90 ( France),
- 14 Humvee ( États-Unis) dont certaines armées de mitrailleuse Browning M2 (calibre .50 BMG). Djibouti a aussi acquis 2 Hummer en version Ambulance
- 10 VBL M-11 ( France),
- 10 BTR-60 ( Union soviétique). Cette armée a acquis la même quantité de BTR-70 et de BTR-80 de même origine.
- 9 Casspir Mk III ( Afrique du Sud)

### Sources
- Quid, éditions 1991 et 2003.
- L'Année stratégique (créée et dirigée par Pascal Boniface), éditions 1985 et 2012.
- Le Monde : Bilan stratégique 2011, Hors-Série du Monde no 1102, 2011.